# Rødbyhavn
Rødbyhavn er en by på Lollands lavtliggende sydkyst med 1.516 indbyggere  (2024). Byen ligger 30 km sydøst for Nakskov, 43 km sydvest for Nykøbing Falster, 5 km syd for Rødby og 20 km sydvest for kommunesædet Maribo. Byen hører til Lolland Kommune og ligger i Region Sjælland. I 1970-2006 hørte Rødbyhavn til Rødby Kommune.
Byen hører til Rødbyhavn Sogn, som i 1972 blev udskilt fra Rødby Sogn. Rødbyhavn Kirke var opført i 1966.

## Faciliteter
- Skolebørnene går i skole i Rødby. Rødby Skole har 315 elever, fordelt på 0.-9. klassetrin, samt SFO med førskole.[2] Rødbyhavn-afdelingen, tidligere Havneskolen, blev lukket i august 2012.
- Byen har 2 supermarkeder, 3 fastfood-restauranter og sportshal.
- 2 km vest for Rødbyhavn ligger feriecentret Lalandia Rødby.

## Historie

### Maribo-banen
Byen blev anlagt som havneby for Rødby i 1912 og fik samme år endestation på Maribo-Rødbyhavn Jernbane (1874-1963), da den blev forlænget fra Rødby til Rødbyhavn.
Stationsbygningen er bevaret på Havnegade 28. 17½ km af banens tracé er bevaret som "Jernbanestien Lolland" mellem Rødbyvej sydvest for Maribo og diget ved Østre Kaj i Rødbyhavn. Stien er asfalteret gennem byerne, ellers grusbelagt.

### Skibsværft blev til Rødbygård
Under 1. verdenskrig blev der igangsat et byggeri af et stort skibsværft i Rødbyhavn. Da krigen var slut i 1918 brød det hele økonomisk sammen, og de ufærdige bygninger blev i 1928 solgt til organisationen den sjællandske anstalt. Et storstilet byggeprogram med færdiggørelse, ombygninger og nybygninger blev sat i gang og i 1930 var det tidligere skibsværft omdannet til institutionen Rødbygård. Området fungerer stadig som institution og tilbud til mennesker med udviklingshæmning. I dag består området af Kofoedsminde og Bo og Naboskab Sydlolland.

### Fugleflugtslinjen
I 1963 blev store dele af den gamle plan om Fugleflugtslinjen realiseret. Maribo-Rødbyhavn Jernbane blev nedlagt og erstattet af en hurtigere og mere direkte jernbanestrækning mellem Nykøbing og den nye Rødby Færge Station, der blev anlagt ved siden af den gamle station i Rødbyhavn. Motorvej E47's strækning på Lolland til Rødbyhavn blev indviet. Og der blev etableret jernbane- og bilfærgeforbindelse mellem Rødbyhavn og Puttgarden på øen Femern i Tyskland.

### Femern Bælt-forbindelsen
Efter at Storebæltsforbindelsen i 1997 åbnede for togtrafik, har godstogene kørt den vej, og det har de internationale persontog efterhånden også. Det bliver togene ved med indtil Femern Bælt-forbindelsen er færdig, for i 2019 sejlede Danmarks sidste jernbanefærge den sidste tur mellem Rødbyhavn og Puttgarden. 
Rødby Færge Station blev dog betjent af regionaltog til og fra København omkring 5 gange dagligt indtil april 2021, hvor stationen blev lukket og der kun kørte togbusser til og fra Nykøbing resten af året. Når tunnelen under Femern Bælt er færdig, er der ikke plan om at genåbne stationen, men at anlægge en ny station ved Holeby.
Tunnelbyggeriet præger byen med de maskiner, der udgraver renden til den 18 km lange sænketunnel, og på land en tunnelelementfabrik til 1.000 medarbejdere. Der bygges en skurby til 1.500 medarbejdere, som får mad fra 80 køkkenpersonaler. Der er indrettet udstillingsbygning og udsigtsplatform for turister.